# Сен-Жермен-ле-Вернь
Сен-Жерме́н-ле-Вернь (фр. Saint-Germain-les-Vergnes, окс. Sent German las Vernhas) — коммуна во Франции, находится в регионе Лимузен. Департамент — Коррез. Входит в состав кантона Тюль-Кампань-Нор. Округ коммуны — Тюль.
Код INSEE коммуны — 19207.
Коммуна расположена приблизительно в 410 км к югу от Парижа, в 75 км юго-восточнее Лиможа, в 11 км к западу от Тюля.

## Население
Население коммуны на 2008 год составляло 952 человека.
| 1962 | 1968 | 1975 | 1982 | 1990 | 1999 | 2008 |
| ---- | ---- | ---- | ---- | ---- | ---- | ---- |
| 764  | 804  | 818  | 854  | 914  | 845  | 952  |

## Администрация
| Период | Период | Фамилия         | Партия | Примечания |
| ------ | ------ | --------------- | ------ | ---------- |
| 1977   | 1989   | Альбер Трей     |        |            |
| 1989   | 2001   | Мишель Перье    |        |            |
| 2001   | 2008   | Жан-Пьер Дельма |        |            |
| 2008   |        | Ален Пено       |        |            |

## Экономика

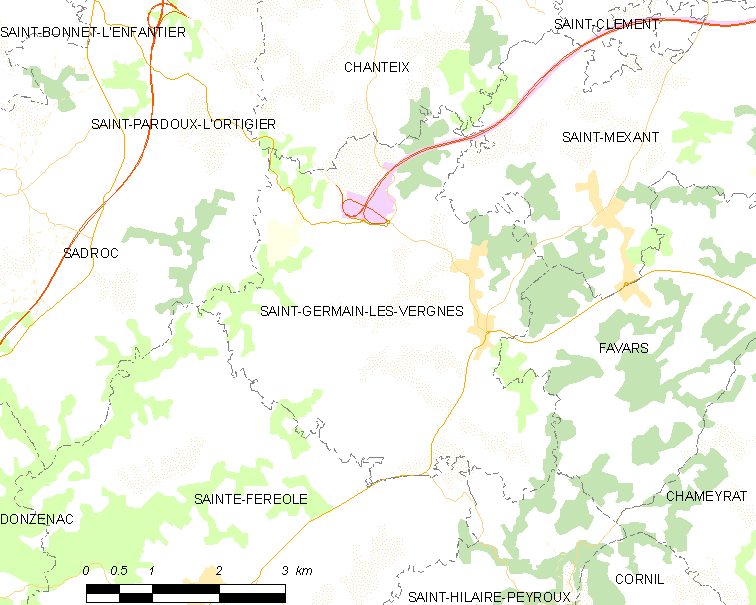
Карта коммуны

В 2007 году среди 578 человек в трудоспособном возрасте (15—64 лет) 442 были экономически активными, 136 — неактивными (показатель активности — 76,5 %, в 1999 году было 73,8 %). Из 442 активных работали 413 человек (224 мужчины и 189 женщин), безработных было 29 (14 мужчин и 15 женщин). Среди 136 неактивных 39 человек были учениками или студентами, 67 — пенсионерами, 30 были неактивными по другим причинам.

## Достопримечательности
- Замок Шадбек (1877 год). Памятник истории с 1990 года[3]